# Bracon jakuticus
Bracon jakuticus är en stekelart som beskrevs av Vladimir Ivanovich Tobias 1961. Bracon jakuticus ingår i släktet Bracon och familjen bracksteklar. Inga underarter finns listade.